# Jitka Gruntová
Jitka Gruntová (* 8. května 1945 Blansko) je česká historička a politička, počátkem 21. století poslankyně Poslanecké sněmovny za KSČM.

## Biografie
Maturovala roku 1963 a pak pracovala jako učitelka a vychovatelka. Při zaměstnání vystudovala v roce 1978 pedagogickou fakultu, pak po dvanáct let pracovala v muzeu. Postgraduálně vystudovala obor muzeologie na Filosofické fakultě UJEP v Brně (dnes Masarykova univerzita)[zdroj?]. Od roku 1991 vyučovala na základní škole v Rohozné, od školního roku 1992/1993 ve své domovské obci Březová nad Svitavou.
V letech 1985–1995 byla předsedkyní historicko-dokumentační komise Okresního výboru Svazu protifašistických bojovníků ve Svitavách a jeho nástupnické organizace Český svaz bojovníků za svobodu (ČSBS). Orientovala se na bádání o historii pobočky koncentračního tábora Gross-Rosen v Brněnci. Po roce 1989 se angažovala v nástupnické organizaci Český svaz bojovníků za svobodu jako předsedkyně historicko-dokumentační komise ústředního výboru[zdroj?]. Z komise odešla v září 2018 a členství ve svazu ukončila k 31. 12. 2021 pro zásadní nesouhlas s nedemokratickým jednáním vedení ČSBS v čele s Ing. J. Vodičkou, neprůhledné hospodaření a nedemokratický průběh XI. sjezdu ČSBS (10. 7. 2021).
V červnu téhož roku se stala předsedkyní nově založeného spolku Českého svazu protifašistických bojovníků, z. s.
V letech 1997, 2002 a 2014 jí vyšly tři knihy o Oskaru Schindlerovi, německý překlad vyšel v Berlíně roku 2010. Její závěry byly vůči osobě Schindlera kritické.
Roku 2006 podala trestní oznámení na starostu Svitav Václava Koukala pro podezření, že mohlo dojít ke zneužití pravomoci veřejného činitele. V letech 2003–2010 se soudila se svitavským historikem Mgr. Radoslavem Fikejzem, kterého obvinila, že opisoval z jejího rukopisu o Schindlerovi. Nejvyšší soud ale její dovolání zamítl, přestože soudu předložený odborný posudek historika prof. PhDr. Jiřího Frajdla, CSc., označil Fikejzovu práci za plagiát.
Není členkou komunistické strany, ale ve volbách do celostátních zákonodárných sborů kandidovala za KSČM. V senátních volbách roku 2000 kandidovala neúspěšně za senátní obvod č. 50 – Svitavy. Získala necelých 19 % hlasů a nepostoupila do 2. kola. Ve volbách v roce 2002 byla zvolena do poslanecké sněmovny jako bezpartijní za KSČM. Byla členkou výboru pro veřejnou správu, regionální rozvoj a životní prostředí. Ve sněmovně setrvala do voleb v roce 2006. V roce 2004 spolu se skupinou dalších poslanců prosadila přijetí Zákona o zásluhách Edvarda Beneše[zdroj?]. Po volbách v roce 2006 přestala být poslankyní, ale zůstala ve sněmovně, kde působila jako asistentka komunistických poslanců Josefa Šenfelda a Kateřiny Konečné.
Roku 2007 neúspěšně kandidovala do rady Ústavu pro studium totalitních režimů.
V komunálních volbách roku 1998, komunálních volbách roku 2002 a komunálních volbách roku 2006 byla zvolena do zastupitelstva obce Březová nad Svitavou jako bezpartijní (v roce 1998 na kandidátce Strany zelených, v letech 2002 a 2006 na kandidátce Březovské ženy, SNK). Profesně se k roku 1998 uvádí jako učitelka, roku 2006 coby poradkyně a roku 2010 jako asistentka poslance.
V roce 2021 se stala zakládající členkou  spolku s názvem Český svaz protifašistických bojovníků, z. s.
Účelem spolku je zachování a propagace tradování paměti národa tak, aby národně osvobozenecký boj v letech 1914–1918 a boj proti fašismu a nacismu v letech 1939–1945 byly pravdivě popisovány, vysvětlovány a hodnoceny.

## Díla
- · Oskar Schindler, legenda a fakta – Brno, 1997.
- · Legendy a fakta o Oskaru Schindlerovi – Praha, 2002.
- · Die Wahrheit über Oskar Schindler Weshalb es Legenden über „gute Nazis“ gibt – Berlin, 2010.
- · Oskar Schindler. Legenda a fakta – Praha, 2014.
- · Smrt v týlu nepřítele – Praha, 2019.

Spoluautorství s JUDr. Františkem Vaškem:
- · Boj o hranici, Moravská Chrastová 1938 – Litomyšl, 1998 (2. vydání Praha, 2018).
- · Tragédie výsadku Gustava Schneidera – Březová nad Svitavou, 2000.
- · Málo známé zločiny. SD ve východních Čechách – Praha 2008. (Roku 2009 udělena Cena M. Ivanova.)
- · Lesníci východních Čech v odboji – Praha,